# りんくう公園
りんくう公園（りんくうこうえん）は大阪府泉佐野市と田尻町にまたがる公園。

## 概要
関西国際空港の対岸の埋立地、りんくうタウンの海沿いに細長く広がる面積61.2ha（うち19.1haが開設）の海浜公園（現在は泉佐野市と田尻町域部分のみの開設だが、計画地域には泉南市区域もある）。
指定管理者である一般財団法人 大阪府公園協会が管理する、大阪府の施設である。
公園の西側で海に面しており、関西国際空港から飛び立つ飛行機の離着陸や関西国際空港連絡橋が見えるほか、遠くには明石海峡大橋や淡路島も望める。
西側に沈む夕陽などロケーションに優れており、時折コスプレイベント等やビデオ映像撮影にも使用されている。マーブルビーチから眺める夕陽は、日本の夕陽百選にも選ばれている。
また近年では、りんくうリレーマラソンやりんくう花火など、多数の集客が見込まれる地元イベントが開催されることも多い。

## 施設
りんくうタウン駅に近い「シンボル緑地」と沿岸の「シーサイド緑地」とで構成される。
- シンボル緑地
  - 四季の泉 - 円形噴水、夜間はライトアップされる。日没軌道をモチーフとしたデザイン。
  - 内海・砂浜 - 外海と通じており、潮の満ち干がある。
  - 花海道 - ロックガーデン
  - 太鼓橋 - 大きな弧を描いた木橋で、直近の石舞台でイベントが開催される時には観覧席も兼ねる。
  - 総合休憩所
- シーサイド緑地
  - マーブルビーチ - 大理石の玉石を敷き詰めた、全長2.8kmの白いビーチ。りんくう花火の会場にもなっている。
  - 北の展望所
  - 萩の休憩所
  - 南の展望所

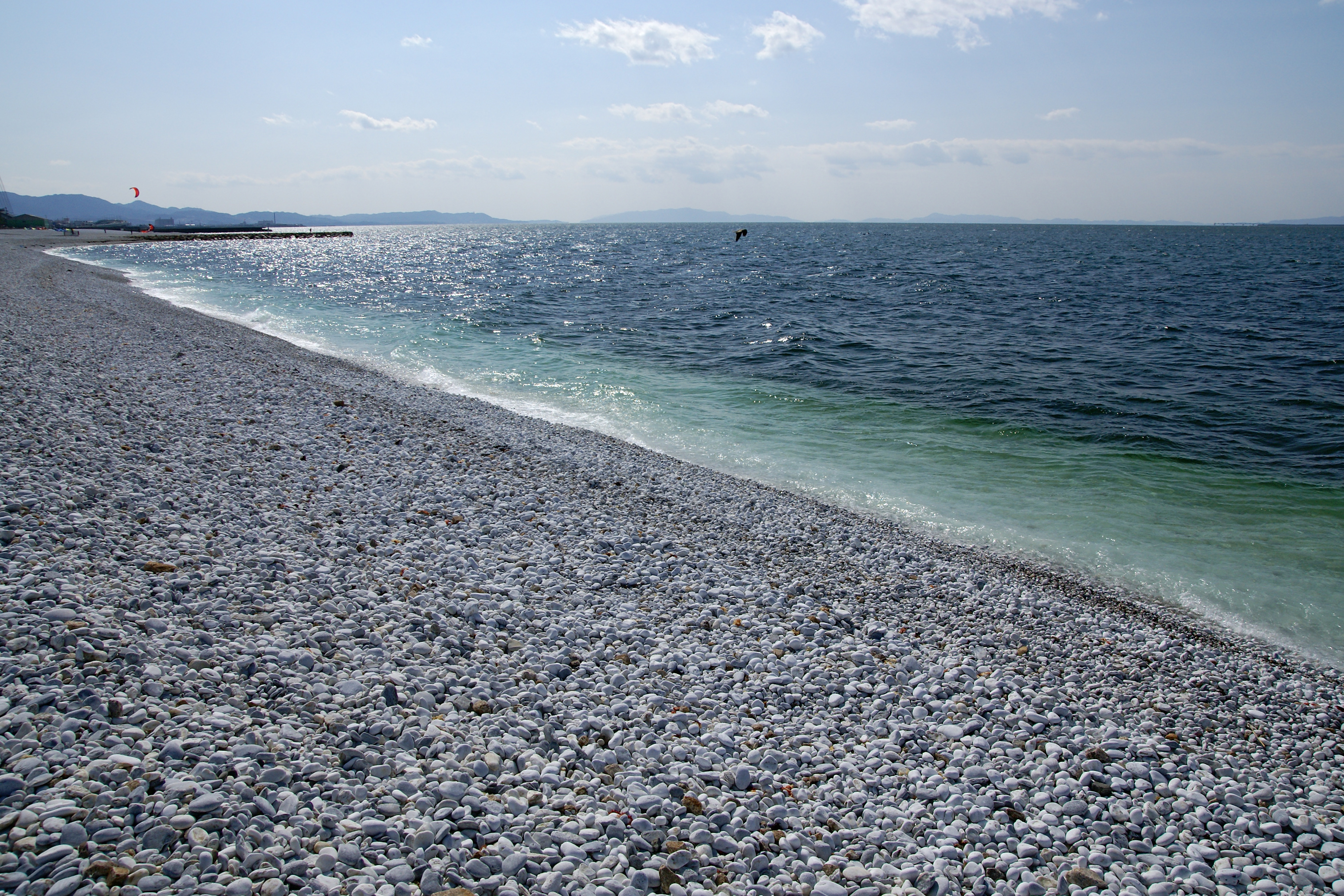
マーブルビーチ
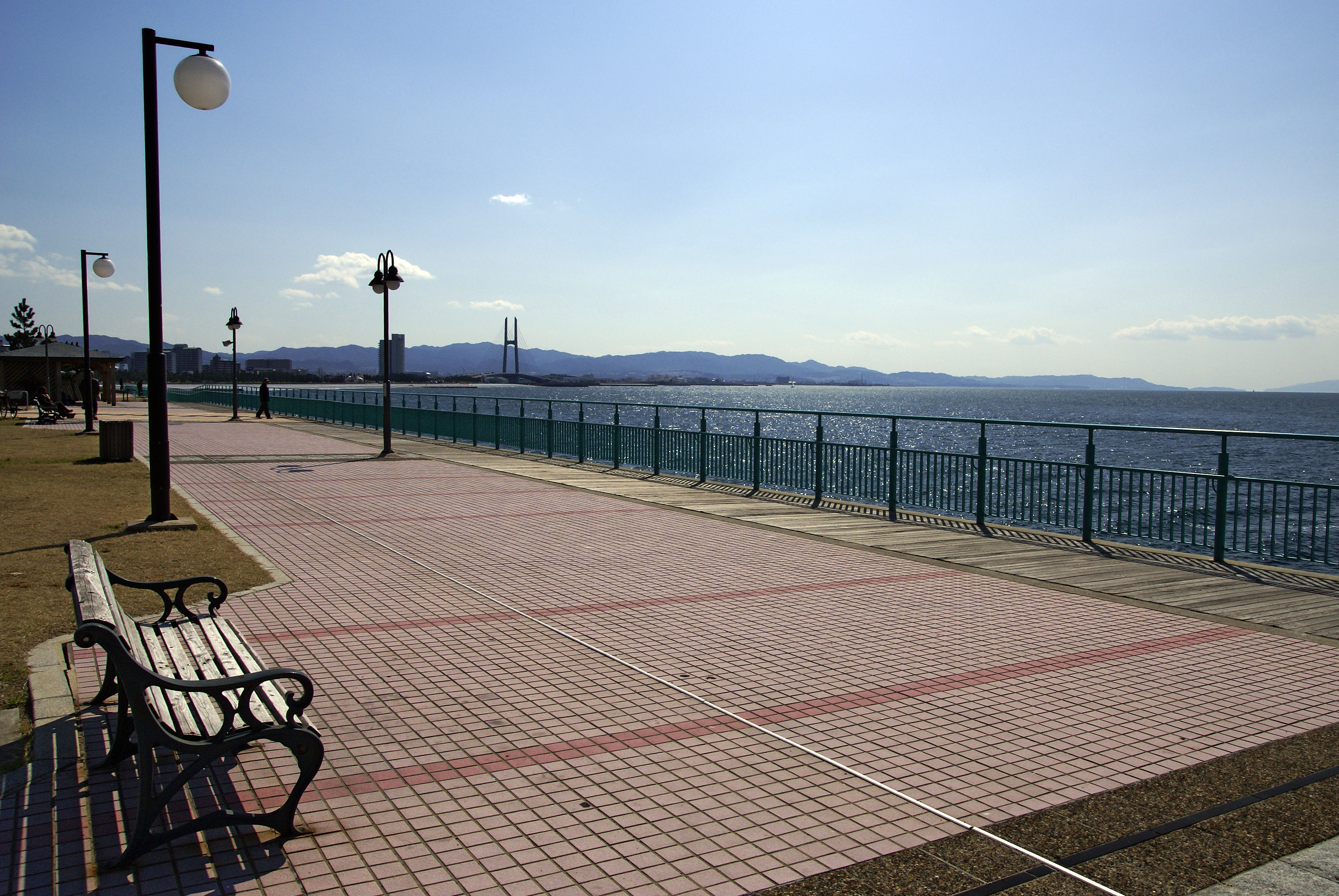
海沿いの道
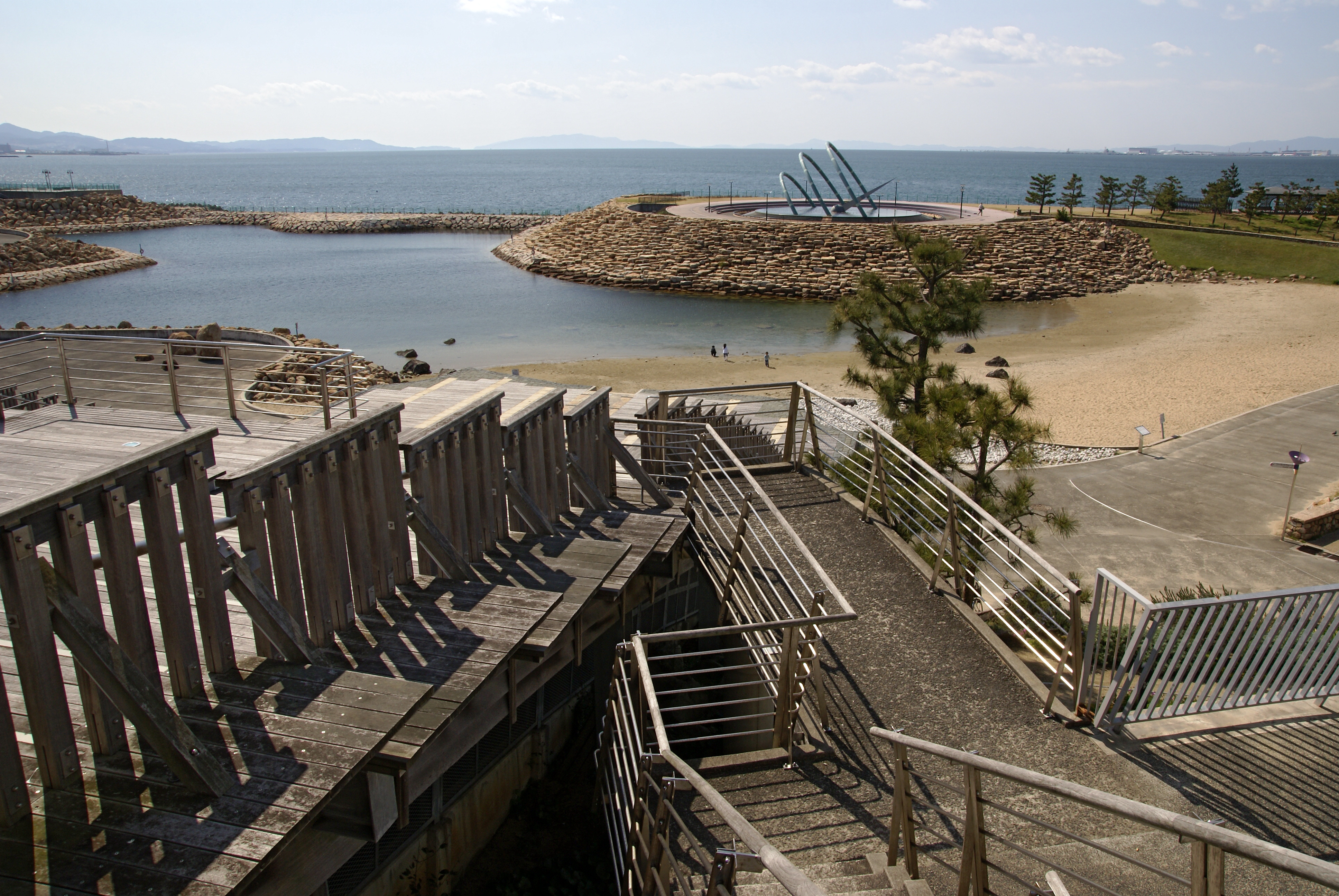
太鼓橋から内海越しに四季の泉を望む
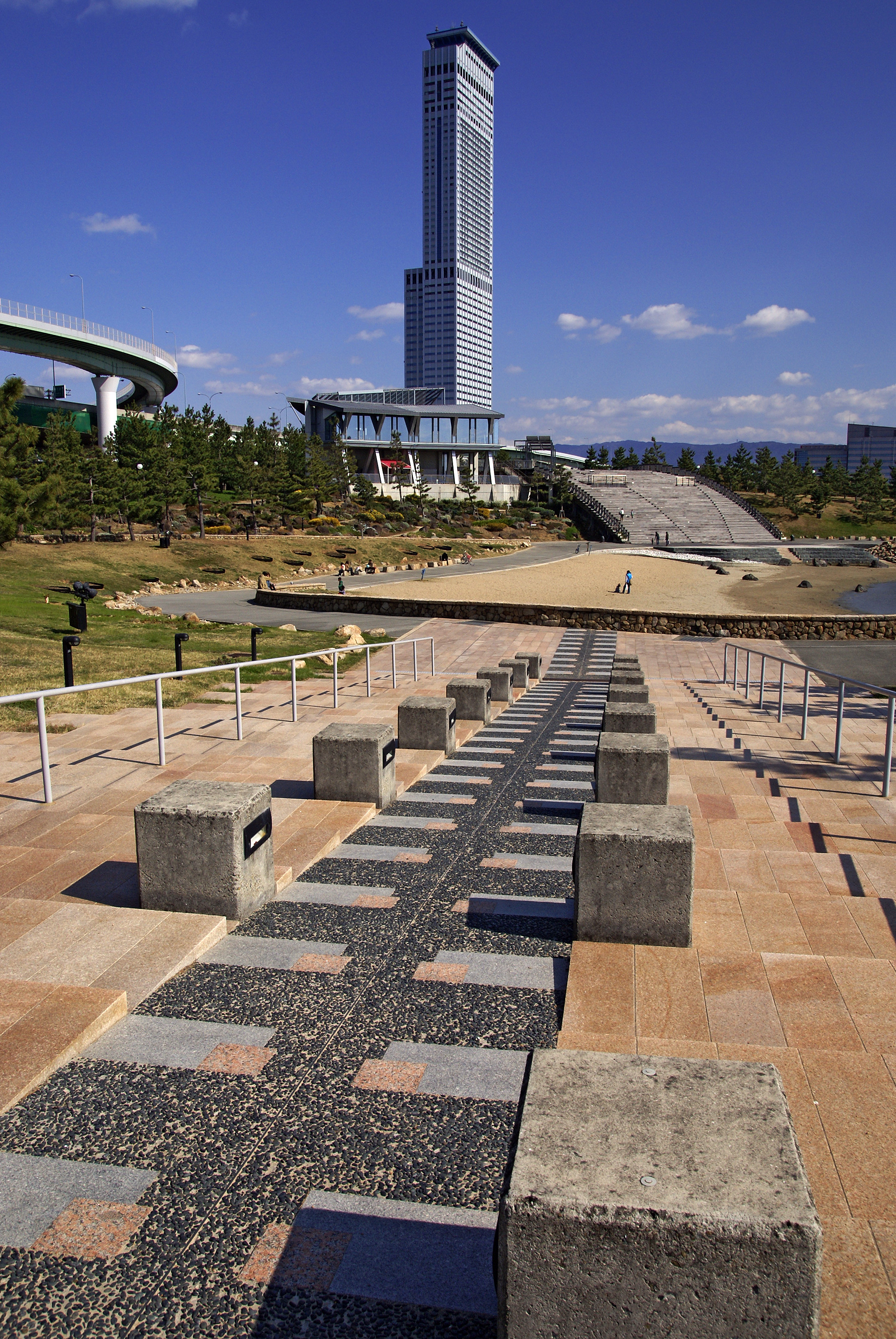
夏至の階段

## 周辺情報
- りんくうプレミアム・アウトレット
- りんくうプレジャータウンSEACLE
- イオンモールりんくう泉南
- 田尻歴史館
- りんくう南浜海水浴場「タルイサザンビーチ」
- せんなんわくわく広場「サザンぴあ」[リンク切れ]
- 岡田浦漁港　-　岡田浦漁業協同組合ホームページ

## 関連情報
- 「シンボル緑地」が泉州国際市民マラソンのゴール地点となっている。
- ケツメイシの『旅人』PVで、関西国際空港とともに、撮影の舞台となった。
- キングラムのCMの撮影の舞台となった。